# ディナ・メイヤー
ディナ・メイヤー（Dina Meyer,1968年12月22日 - ）は、アメリカ合衆国ニューヨーク出身の女優。

## 来歴
9歳から16歳までモデルとして活躍。本人は女優になりたかったが、家族の反対もありロングアイランド大学でマーケティングを学ぶ。しかし、大学卒業後にネイバーフッド・プレイハウスに参加し演技を学ぶ。1993年にデビュー。
代表作は『スターシップ・トゥルーパーズ』や『ソウ』シリーズの女刑事ケリー役｡
『フレンズ』、『アリー my Love』、『CSI:科学捜査班』、『シックス・フィート・アンダー』などの人気テレビシリーズへのゲスト出演も多い。

## 主な出演作品
- ビバリーヒルズ青春白書 Beverly Hills, 90210 (1993-1994)
- JM Johnny Mnemonic (1995)
- ドラゴンハート Dragonheart (1996)
- スターシップ・トゥルーパーズ Starship Troopers (1997)
- BATS 蝙蝠地獄 Bats (1999)
- D-TOX D-Tox (2002)
- ネメシス/S.T.X Star Trek: Nemesis (2002)
- ゴッサム・シティ・エンジェル Birds of Prey( TV series)（2002-2003）
- ソウ Saw (2004)
- ソウ2 Saw II (2005)
- ソウ3 Saw III (2006)
- ソウ4 Saw IV （2007）
- スピーシーズXX　寄生獣の誘惑 Decoys 2: Alien Seduction （2007）
- メンタリスト The Mentalist （2008）シーズン2第15話『Red Herring』ゲスト
- ピラニア3D Piranha 3D (2010)
- 新チャーリーズ・エンジェル Charlie's Angels (2011) 第2話ゲスト
- トゥームストーン/ザ・リベンジ Dead in Tombstone (2013)
- ライブリポート Line of Duty (2019)